# 2009年京广铁路郴州站列车相撞事故
2009年京广铁路郴州站列车相撞事故又称“6·29”京广铁路特大交通事故。是2009年6月29日凌晨2:40在中国湖南省郴州市京广铁路郴州站附近发生的一起严重旅客列车相撞事故，共造成死亡3人，受伤63人，其中重伤6人。

## 事故经过
- 6月29日2时31分，广州铁路集团公司广州机务段司机黄少穆、徐爱军驾驶的K9017次列车在郴州站第五道计划停车时，发生制动失效事故，导致挤坏118号道岔，结果以55公里/小时的速度，与第三道正在开出的K9063次列车发生侧撞，致使K9063次机车脱轨，机车后第1位车厢硬卧664136脱轨，K9017次列车倾覆，压毀下行线方向左侧民房，机车后第1位、第2位、第3位、第4位车辆排车解体，第5位南头第1位台车脱轨。[1]

- 6月30日7:06时，现场清理工作基本结束，京广线上行（由南向北）恢复运行。12时左右，车站内下行（由北向南）的列车恢复通行。

## 事故结果
事故共造成死亡3人，其中旅客2人，居民1人，受伤63人，其中重伤6人。京广铁路郴州段的行車一度中斷，部份列车晚点或停驶。至6月29日下午2時25分，京广线郴州段上行和下行恢復正常運行。

## 遇难者
| 姓名   | 性别 | 年龄 | 籍贯         | 身份               | 获得赔款                                  |
| ------ | ---- | ---- | ------------ | ------------------ | ----------------------------------------- |
| 邓佳   | 女   |      | 湖南汨罗市人 | 乘客，富士康员工   | 30.7万元的赔偿金 其中，政府支付了17.2万元 |
| 应谊   | 女   | 21岁 | 湖南醴陵人   | 乘客               |                                           |
| 李伟红 | 女   |      |              | 火车站附近商铺店主 |                                           |

## 车辆情况
在郴州火车站肇事的K9017次列车的牵引机车为SS8型电力机车，出厂编号0199，配属广铁株段；另外受到牵连K9063次机车也为SS8型电力机车，出厂编号0152，配属广铁广段。损毁较严重的SS8-0199事故后报废，SS8-0152经大修后于2010年初恢复正常运用。
K9017次列车编组18辆，均为25G型客车，由中国南车股份有限责任公司南京浦镇车辆有限公司生产，2009年5月4日出厂，配属廣州鐵路（集團）公司长沙车辆段，6月24日投入运用。损毁较严重的第1-5卡共5辆25G型客车事故后报废。

## 事后分析和相关评论
- 6月30日凌晨零时30分到1时20分，铁路相关部门和湖南郴州市政府联合召开“6·29”火车相撞事故情况汇报会。在汇报会上，广铁集团的副总经理孙景在介绍了事故人员伤亡和救援救护情况之后，他说，事发乃是因为K9017列车制动失效，挤坏另一道岔，造成机车脱轨，而导致制动失效的原因有很多，设备的原因，或者系统本身的故障都有可能，具体的原因，目前还有待调查。但现在可以确定的事值乘司机没有操作失误，所以没有直接责任。[4]
- 铁道部之前发布消息，从7月1日零时起，在全国范围内实行新的铁路列车运行图。但是铁道部相关人士否认郴州撞车事故与铁路新运行图调整有关。[5]
- 仍有部分声音对『制动失效说』提出质疑，无论7月1日调图前还是后，K9017次都应该比K9063次晚约20～30分钟进站，如果调度没有失误、铁路信号没有失效的话，两列列车不应该同时出现在同一个车站。[6]但实际上广铁集团管内列车由于京广铁路南段线路条件较差以及天气原因，列車延誤较为频繁及常见，故此处质疑实际并无必要。
- 最终政府公布的事故原因为：该车在南京浦镇车辆有限公司生产中，客车车间三工区六工位员工冯龙安装第二位车辆制动软管时，违反操作规定，在没有确认折角塞门防尘堵是否全部取出的情况下，就安装了制动软管，致使防尘堵底盖遗留在折角塞门内，该防尘堵底盖在制动风管内呈游离状态。6月29日，列车运行至京广铁路郴州站，司机在进站前进行减速制动时，制动管风压将防尘堵底盖吸附在软管接头端部，造成制动主管风道堵塞，列车第二至十八位车辆制动力突然丧失，导致事故发生。
- 在2009年7月15日召开的全路运输安全电视电话会议上，铁道部强调，要严格注意产品质量验收把关，有关部门要进一步加强对机车车辆生产制造和铁路建设施工的安全监管。